# Wabash and Erie Canal

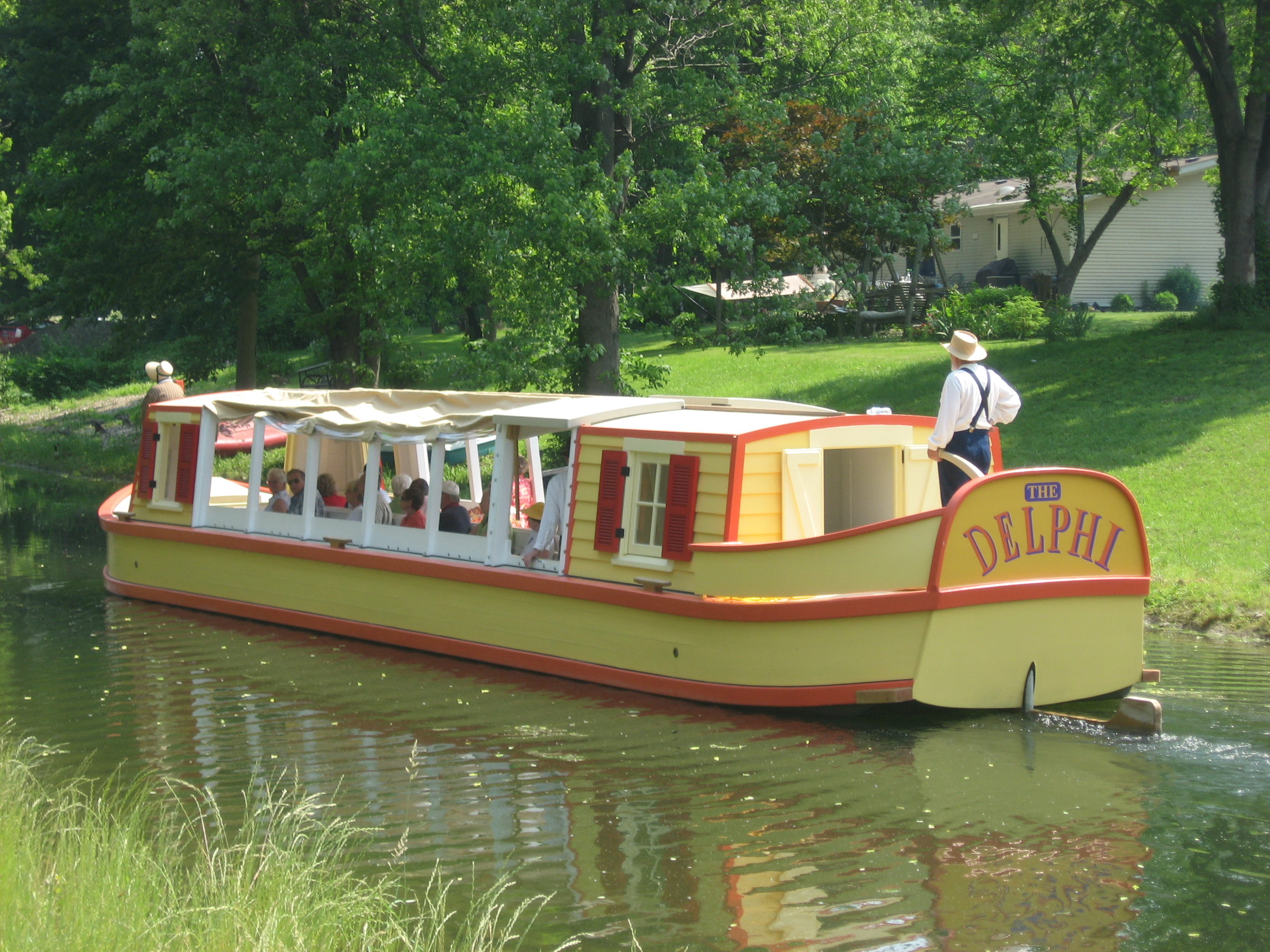
Un bateau sur le canal à Delphi.

Le Wabash and Erie Canal est un ancien canal reliant les Grands Lacs à la rivière Ohio par l'intermédiaire d'une voie navigable artificielle. Le canal permettait des échanges commerciaux de la région des Grands Lacs jusqu'au golfe du Mexique. C'était le plus long canal d'Amérique du Nord.
Le Wabash and Erie Canal regroupait en réalité quatre canaux : le Miami and Erie Canal (de la rivière Maumee près de Toledo à Junction en Ohio), l'original Wabash and Erie Canal (de Junction à Terre Haute dans l'Indiana), le Cross Cut Canal (de Terre Haute à Worthington dans l'Indiana) et le Central Canal (de Worthington à Evansville).

## Construction
Le Congrès des États-Unis accorde une concession le 2 mars 1827 pour la construction du canal. Le 5 janvier 1828, l'Assemblée générale de l'Indiana accepte la concession et nomme trois commissaires. Ces commissaires concluent à la nécessité d'étendre le canal dans l'Ohio et demandent à l'État de nommer sa propre commission. La législature de l'Ohio approuve cette proposition et nomme de nouveaux commissaires. Après plusieurs batailles législatives face aux promoteurs du chemin de fer, l'Assemblée générale de l'Indiana approuve un emprunt de 200 000 dollars pour commencer la construction du canal.
Le 22 février 1832, les travaux de construction du canal sont lancés à Fort Wayne (Indiana). Le canal atteint Huntington en 1835 puis Logansport en 1837. La panique de 1837 dévaste le programme de travaux publics de l'Indiana mais n'arrête pas complètement la construction de l'infrastructure, qui se poursuit grâce à des investissements privés. Le canal atteint Lafayette en 1843, Terre Haute en 1848 puis Evansville en 1853.

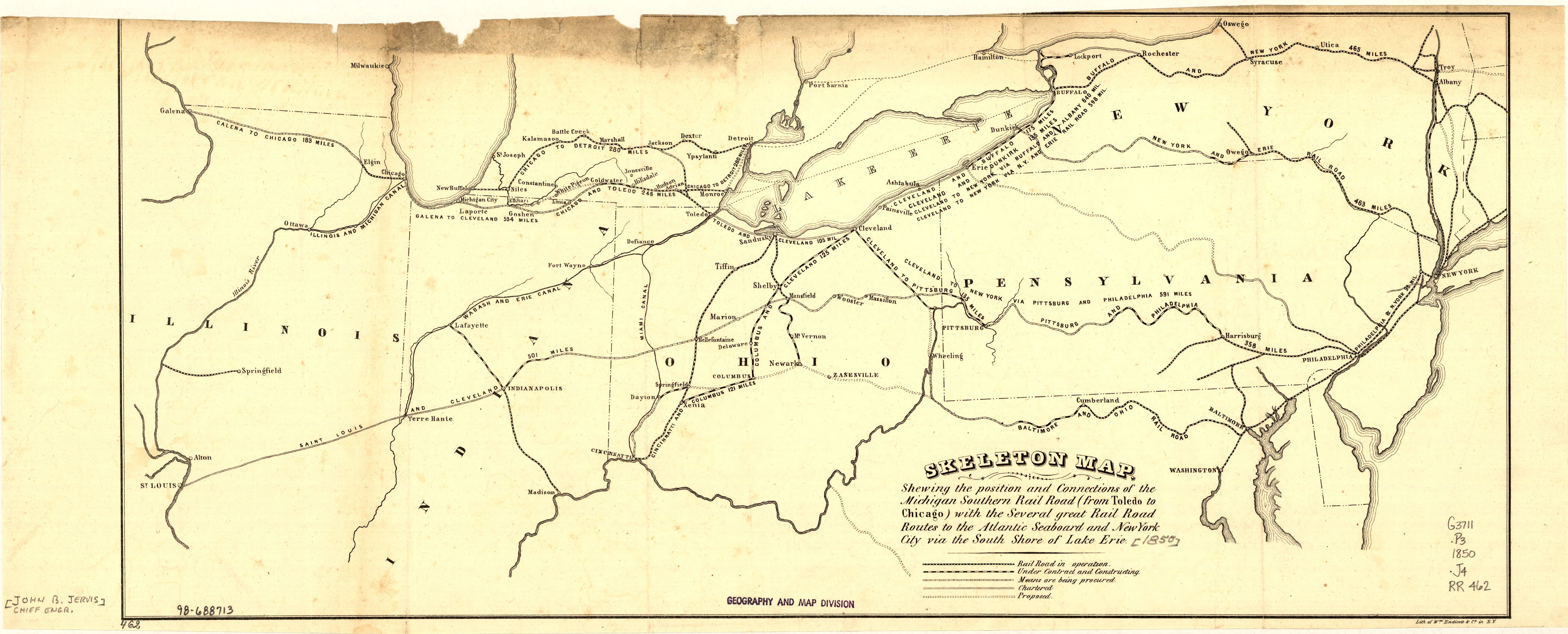
Carte de 1850 présentant le canal original au sein du système émergeant de canaux et chemins de fer.

## Fonctionnement

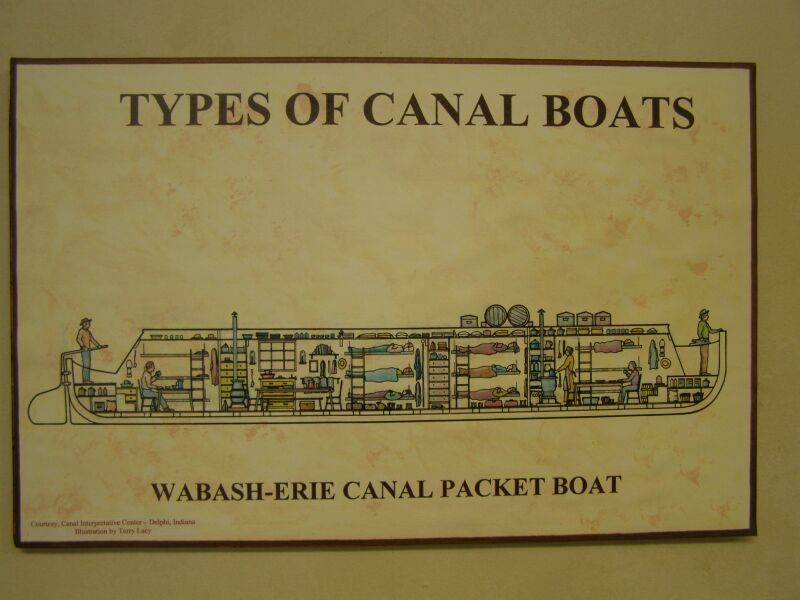
Dessin de coupe d'un bateau typique naviguant sur le canal.

À partir des années 1840, la canal devient le principal moyen de transport dans le nord de l'Indiana. Il est cependant dépassé par le chemin de fer à la fin de la décennie suivante. Le transport de passager sur le canal s'effectuait sur des packet boats tirés par trois chevaux, des bœufs, ou un mélange des deux. Les journaux de l'époque signalent les moustiques, la chaleur et la proximité entre les passagers comme les principaux problèmes de ces voyages.
Le canal ne fonctionne qu'une dizaine d'années avant qu'il soit évidemment que le canal n'est pas économiquement viable. Même lorsque les bateaux opéraient à faible vitesse, les rives du canal s'érodaient rapidement, nécessitant un dragage permanent du canal.[réf. nécessaire] Certaines sections du canal nécessitaient une importante maintenance, notamment en raison des destructions opérées par le rat musqué, commun dans la région. Les coûts d'entretien conduisent finalement à l'effondrement financier de la compagnie gérant le canal. Le canal doit également affronter la concurrence du chemin de fer.
Sous l'impulsion du gouverneur James Whitcomb (en), Terre Haute abrite le siège social de la société gérant le canal de 1847 à 1876. Les terres du canal y sont vendues les 24 et 25 février 1876 au cours d'enchères organisées au tribunal du comté de Vigo.
Le dernier bateau à naviguer sur le canal accoste en 1874 à Huntington (Indiana). D'autres sections s'arrêtent plus tôt. En 1887, les résidents du comté de Paulding dans l'Ohio condamnent définitivement le canal : mécontents face de la prolifération des moustiques se développant dans les eaux stagnantes du Six Mile Reservoir, ils coupent la digue et assèchent le réservoir. Plusieurs autres « guerre des réservoirs » ont lieu durant l'histoire mouvementée du canal, notamment dans le comté de Clay (Indiana).
Le droit de passage à travers Fort Wayne est racheté par le New York, Chicago and Lake Erie Railway qui relie Buffalo à Chicago. Cela permet au chemin de fer de traverser une grande ville du Midwest, sans raser une seule maison. La partie du canal située entre Napoleon et Toledo est pavée et devient la U.S. Route 24.

## Tracé

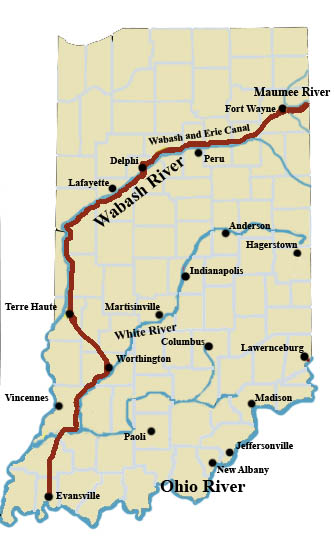
Le tracé du canal dans l'Indiana.

Long d'environ 740 kilomètres, le Wabash et Erie Canal s'étend de Toledo sur les rives du lac Érié jusqu'à Evansville sur la rivière Ohio.

### Section de la Maumee
Pour atteindre le lac Érié, le canal emprunte d'abord une portion du Miami and Erie Canal (en), qui relie Toledo à Cincinnati.
Son trajet longe d'abord la rive gauche (nord) de la rivière Maumee à partir de Toledo. Il traverse Maumee, Waterville, Providence (en), Grand Rapids puis Independence (en).
Près de Defiance, le Miami and Erie Canal traverse la Maumee en direction du sud et de la rivière Auglaize. Le Wabash and Erie Canal poursuit sur le parcours de la Maumee en direction de l'ouest et de Fort Wayne dans l'Indiana. À cette intersection se trouve le village de Junction (Ohio) (en).
Un peu avant Fort Wayne, près de New Haven, une écluse en bois du canal est découverte en 1991 lors de travaux autoroutiers. Construite entre 1838 et 1840 par Henry Lotz, elle porte le nom de son gardien Joseph Gronauer. Une partie du monument est transférée au musée d'État de l'Indiana.

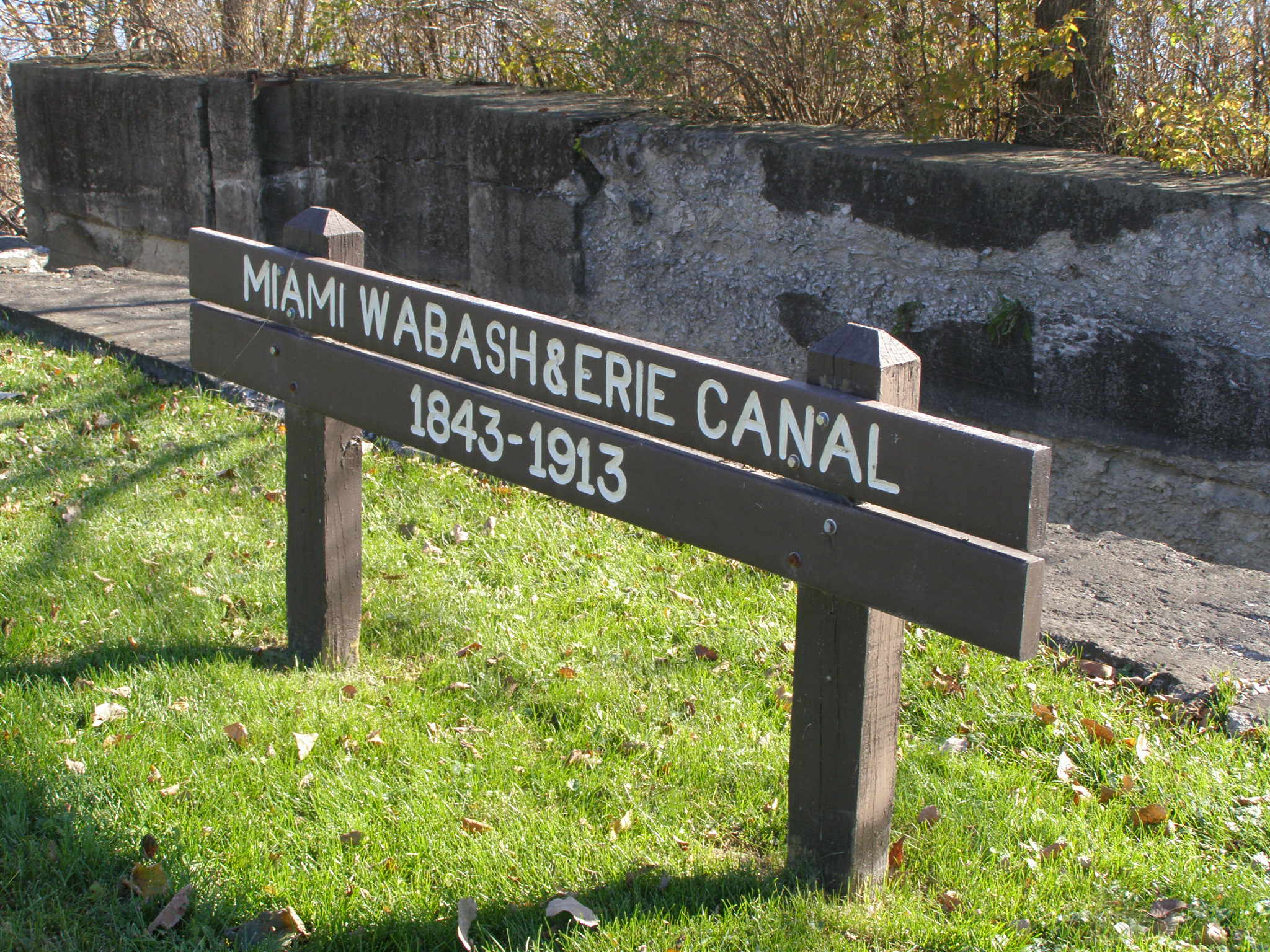
Le canal à Providence.
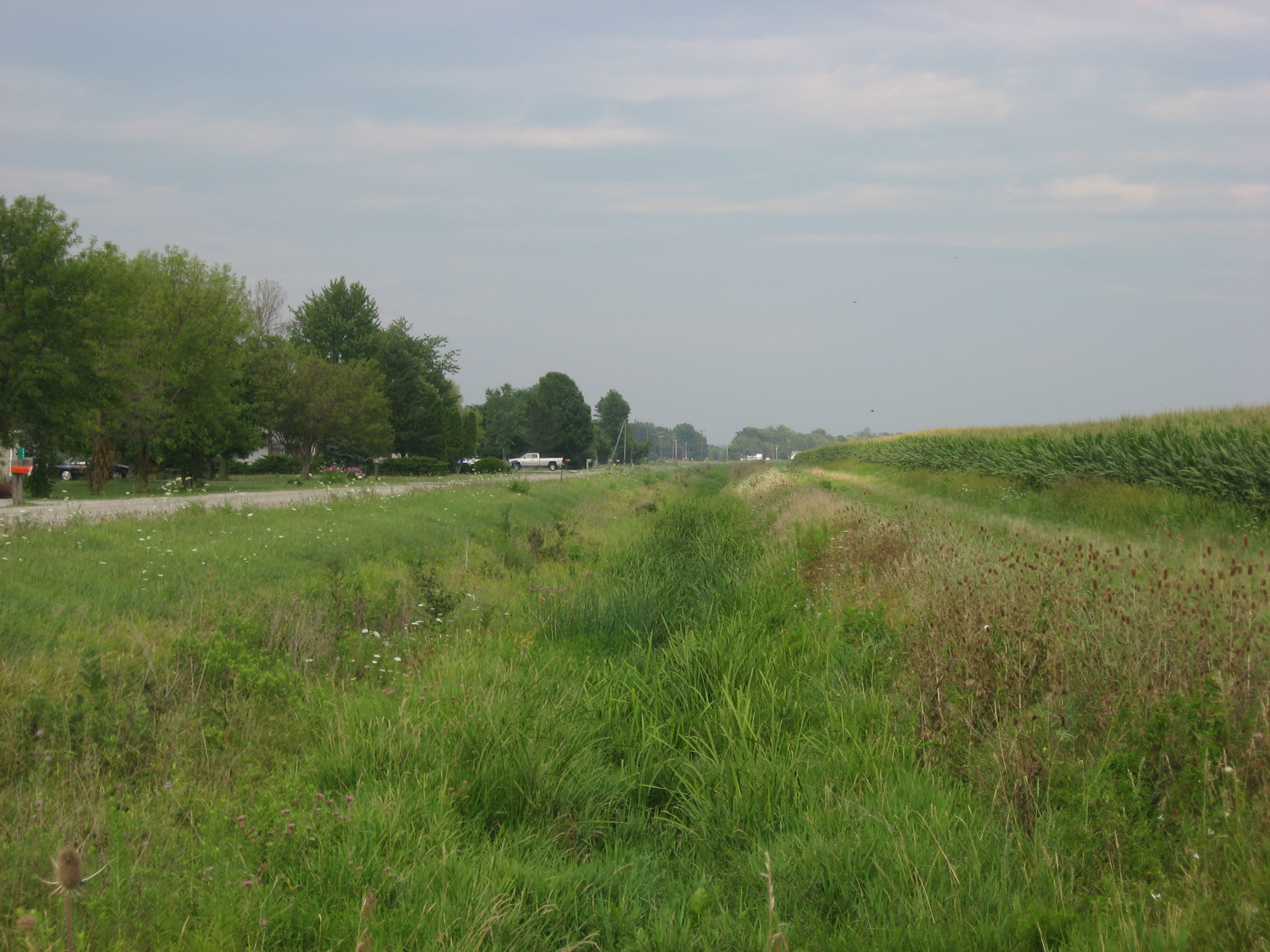
Le canal dans le comté de Paulding.
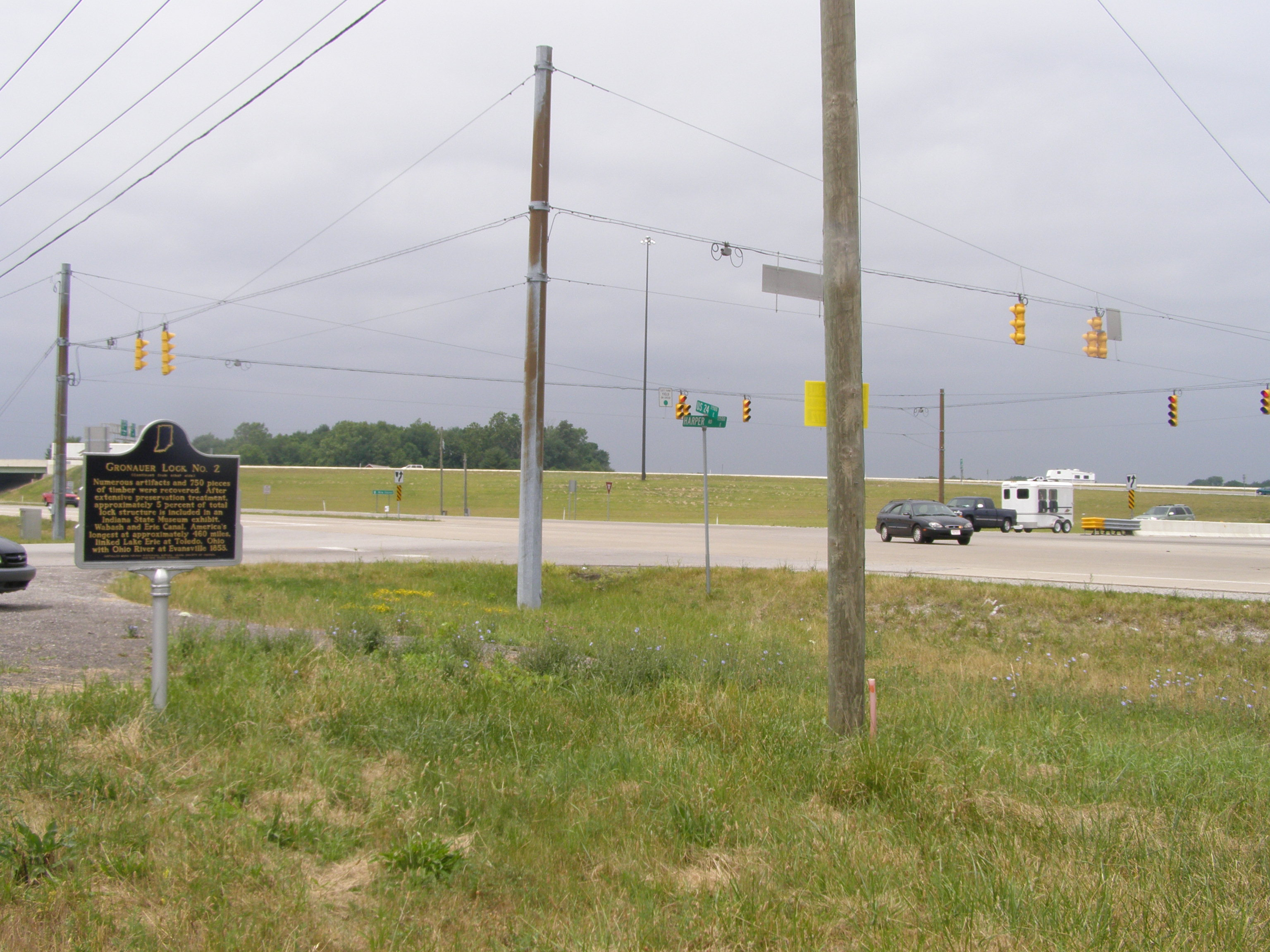
Le site de l'écluse Gronauer.

### Section de la Wabash
À partir de Fort Wayne, le canal suit le portage historique des Amérindiens de la Wabash, sur la rive droite (nord) de la rivière. Le canal dessert les villes de Roanoke, Huntington, Richvalley (en), Peru et Logansport.
À Delphi, il traverse la rive gauche (est) de la Wabash et poursuit son cours jusque Terre Haute, en passant par Lafayette, Attica, Covington et Montezuma.
Dans le comté de Carroll, une buse en pierre est construite pour faire passer le canal au-dessus de la Brunett's Creek (la Brunett's Creek Arch). L'arche supporte aujourd’hui une route et est inscrite au Registre national des lieux historiques. Au sein du même comté, l'écluse no 33 est également inscrite sur le registre.

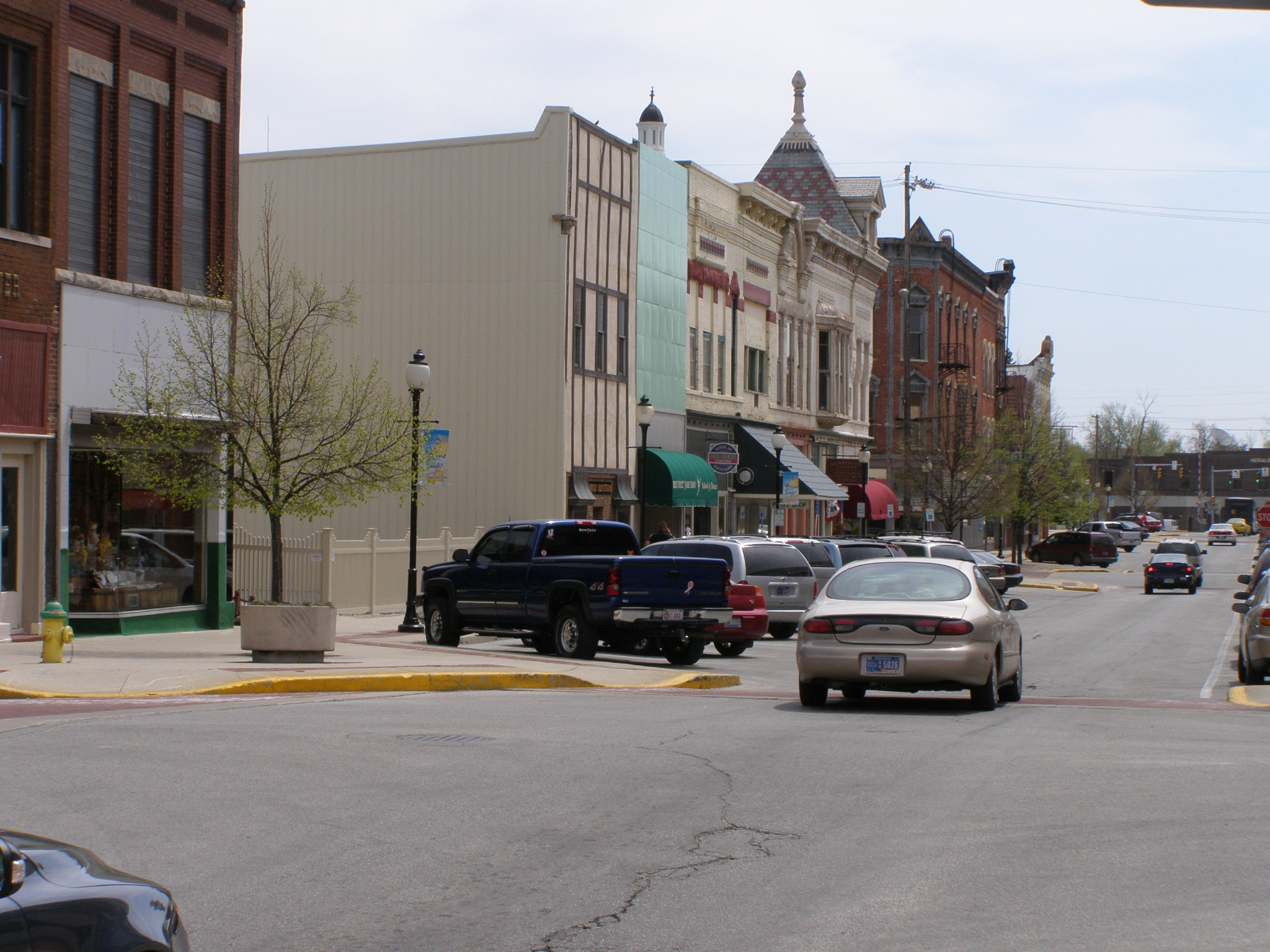
Le site du débarcadère de Huntington.
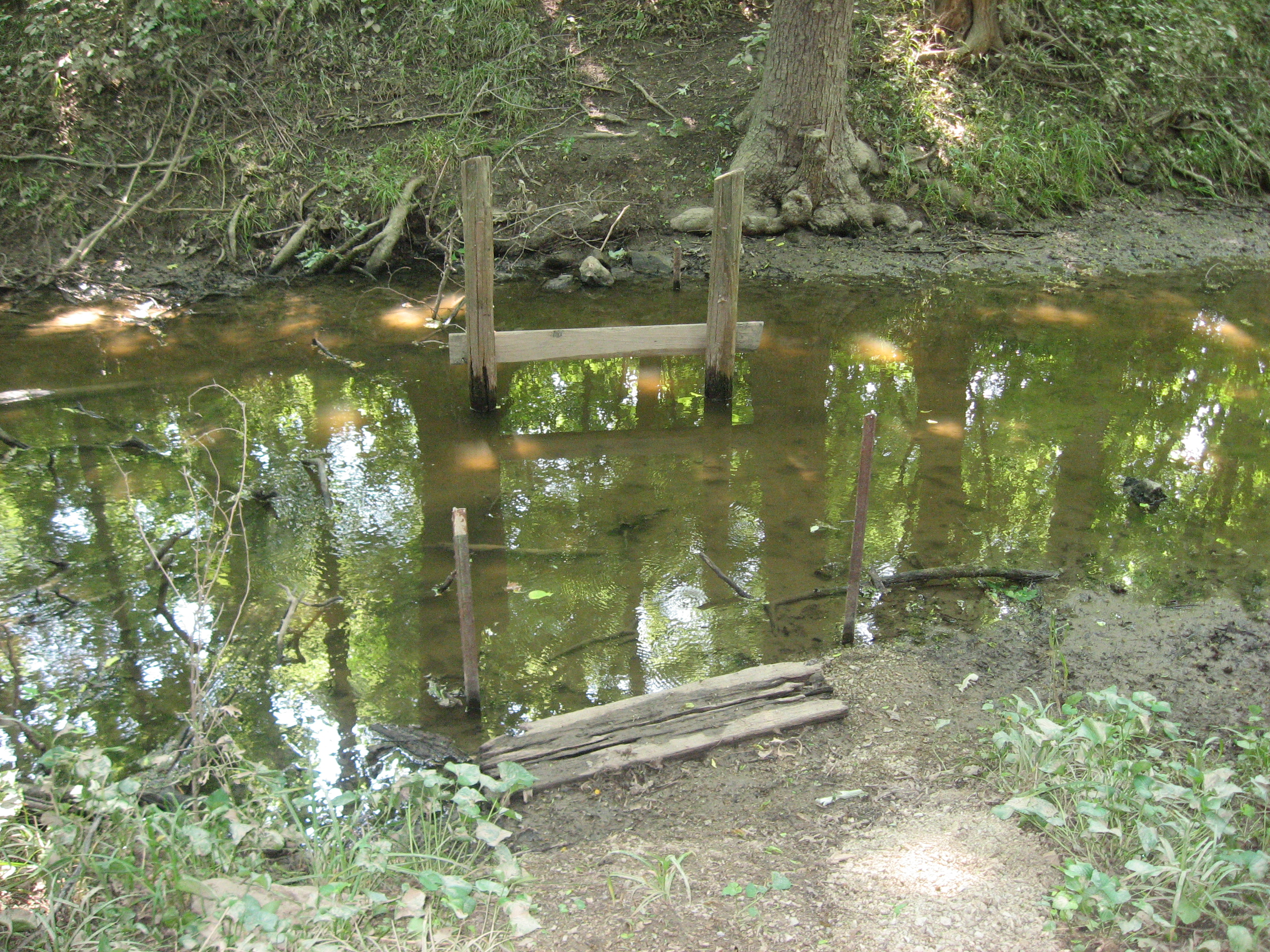
L'ancienne écluse no 33.
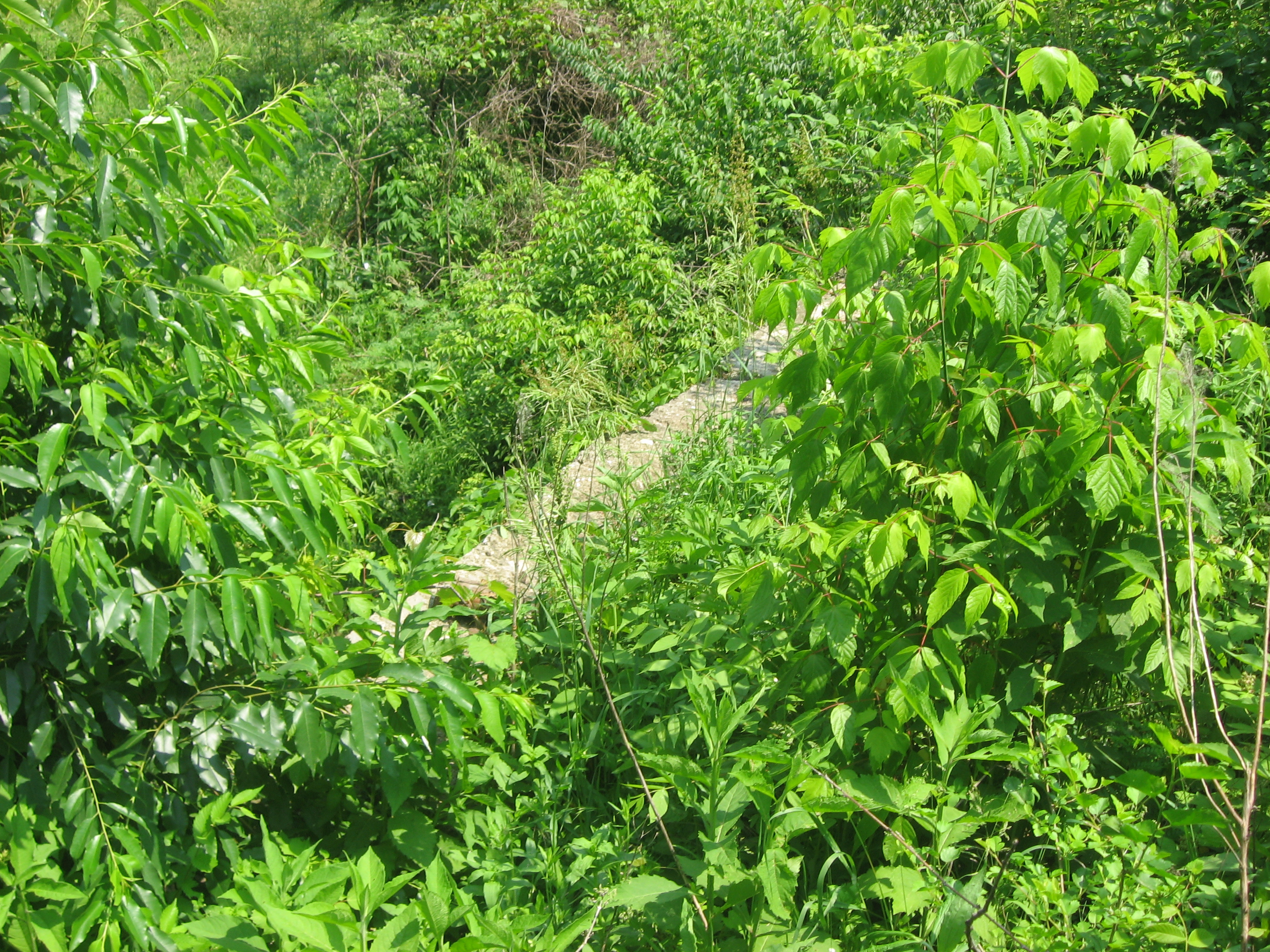
La Brunett's Creek Arch.

### Cross Cut Canal
Le Wabash and Erie Canal emprunte le Cross Cut Canal entre Terre Haute et Worthington, où il rejoint la White River. Ce canal devait relier l'Indiana Central Canal à Evansville[réf. nécessaire] ; sa construction débute en 1836 mais est abandonnée en 1839,.
Les travaux reprennent en 1847 et s'achèvent en 1850 dans le cadre du Wabash and Erie Canal, dont le Cross Cut Canal fait partie jusqu'à sa mise hors service en 1861,. Le canal traverse notamment la ville de Riley.

### Central Canal
La dernière portion du canal fait partie du projet de l'Indiana Central Canal, qui devait relier Peru et Evansville en passant par Indianapolis. Le projet est également arrêté en 1839, lorsque l'État de l'Indiana fait faillite.
Finalement, seules deux portions sont construites : une petite partie près d'Indianapolis et la partie au sud de Newberry qui fait partie du Wabash and Erie Canal. Cette dernière section passe par Edwardsport, Petersburg et Francisco avant d'atteindre Evansville et la rivière Ohio.

## Musée

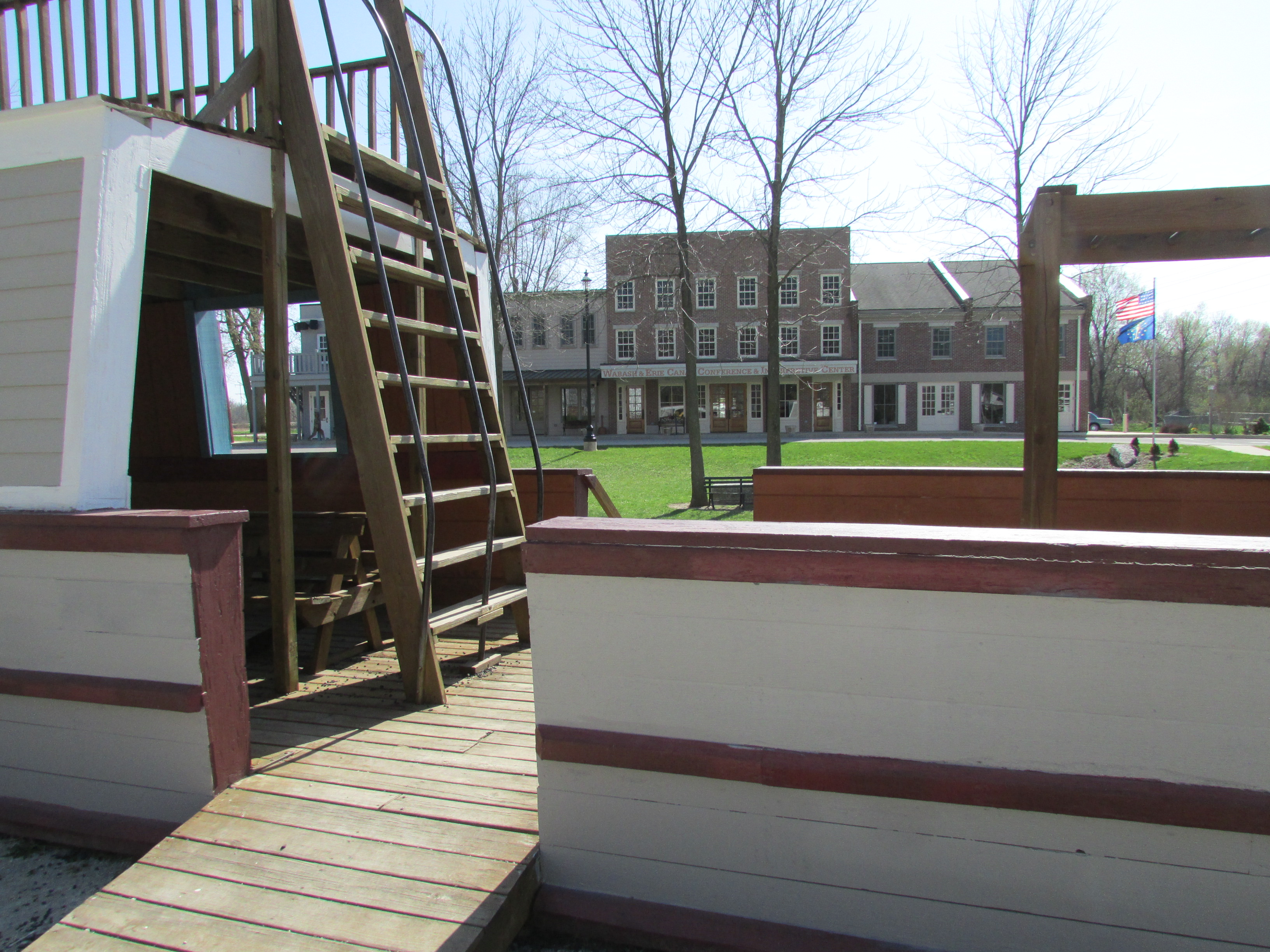
Le packet boat devant le centre d'interprétation du canal Wabash-Érié.

Le Wabash & Erie Canal Interpretive Center, ouvert en 2003, est un centre d'interprétation et un village de plein-air situé sur les berges du canal à Delphi dans l'Indiana. Le centre d'interprétation comporte un modèle de canal avec la miniature d'un réservoir, d'un aqueduc, d'une écluse et d'un moulin à grain. Un modèle de packet boat nommé Gen. Grant montre le type de bateaux qui transportaient des marchandises sur le canal au cours de ses dernières années d'exploitation (1860-1874).
Le centre d'interprétation est exploité par la Wabash & Erie Canal Association, une association sans but lucratif destinée à la préservation du patrimoine du canal dans l'Indiana. Le centre est au cœur d'un segment du canal de quatre kilomètres qui a été reconstruit et ouvert à la navigation, avec en parallèle un chemin de halage.